# ウイルス複製

インフルエンザウイルスのライフサイクル。
・侵入
・複製
・潜伏
・排出

ウイルス複製 (英: viral replication)は、標的宿主細胞における感染過程での生物学的ウイルスの形成である。ウイルスは、ウイルス複製が起こる前に、まず細胞内に侵入する必要がある。ウイルスは、そのゲノムの豊富なコピーを生成し、これらのコピーをパッケージ化することで、新しい宿主に感染し続ける。ウイルス間の複製は大きく異なり、ウイルスに関与する遺伝子の種類に依存する。ほとんどのDNAウイルスは核内で集合するのに対し、ほとんどのRNAウイルスは細胞質内でみで発生する。

## ウイルスの生成/複製
ウイルスは生きた細胞内でのみ増殖する。宿主細胞は、ウイルスのタンパク質と核酸の合成に必要なエネルギーおよび合成機構ならびに低分子量前駆体を提供しなければならない。
ウイルスの複製は、次の7つの段階で行われる。
1. 付着
2. 侵入
3. 脱外被 (脱殻)
4. 転写/mRNA生成
5. ウイルス成分の合成
6. ビリオン集合
7. 放出 (解放段階)

### 付着
これはウイルス複製の第一段階である。ウイルスは宿主細胞の細胞膜に付着する。次に、宿主にそのDNAまたはRNAを注入して感染を開始する。動物細胞では、これらのウイルスは、動物細胞の細胞膜とウイルスの融合およびウイルスエンベロープの融合を介して動作するエンドサイトーシスのプロセスを介して細胞に侵入し、植物細胞では、ウイルスのピンチ(摘み取り、英: pinching)で動作するピノサイトーシス(飲作用)のプロセスを介して侵入する。

### 侵入
宿主細胞の細胞膜は、ウイルス粒子に陥入し、それを飲作用胞(英: pinocytotic vacuole)で囲む。これは、HIVウイルスの場合のように抗体から細胞を保護する。

### 脱外被 (脱殻)
細胞酵素 (リソソームからの) は、ウイルスのタンパク膜を剥ぎ取る。これにより、ウイルスの核酸またはゲノムが放出されたりアクセス可能になる。

### 転写/mRNA生成
一部のRNAウイルスでは、感染したRNAはメッセンジャーRNA (mRNA) を生成する。これは、ゲノムのタンパク質産物への翻訳である。マイナス鎖RNAとDNAを持つ他のウイルスでは、ウイルスは転写の後に翻訳によって生成される。
mRNAは、ウイルス成分を作るように宿主細胞に指示するために使用される。ウイルスは、既存の細胞構造を利用して自己複製を行う。

### ウイルス成分の合成
次の成分は、宿主の既存の小器官を利用してウイルスによって製造される。
- ウイルスタンパク質 (英: viral proteins): ウイルスmRNAは細胞内のリボソームで2種類のウイルスタンパク質に翻訳される。
  - 構造タンパク質: ウイルス粒子を構成するタンパク質
  - 非構造タンパク質: ウイルス粒子には存在しないタンパク質、主にウイルスゲノム複製のための酵素
- ウイルス核酸 (ゲノム複製): 新しいウイルスゲノムが合成される。テンプレートは親ゲノムか、1本鎖ゲノムの場合は新しく形成された相補鎖のいずれかである。これらのゲノムは、特に急速に分裂する細胞では、ウイルスポリメラーゼまたは (一部のDNAウイルスでは) 細胞酵素のいずれかによって作られる。

### ビリオン集合
ビリオン(英: virion, ウイルス粒子)とは、単に活性化された、あるいは無傷のウイルス粒子のことである。この段階では、新たに合成されたゲノム (核酸) とタンパク質が組み合わされて、新しいウイルス粒子が形成される。
これは、細胞の核、細胞質、またはほとんど発育したウイルスの細胞膜で行われる。

### 放出 (解放段階)
ここまでに成熟したウイルスは、細胞が突然破裂するか、あるいはエンベロープ型ウイルスが細胞膜を通って徐々に押し出される (絞り出される) ことで放出される。
新しいウイルスは、他の細胞に侵入したり、攻撃したり、細胞内で休眠したままになることもある。細菌ウイルスの場合、子孫ビリオンの放出は、感染した細菌の溶解によって起こる。しかし、動物ウイルスの場合、放出は通常、細胞溶解を伴わずに起こる。

## ボルティモア分類
ウイルスは7種類の遺伝子に分類され、それぞれにはウイルスファミリーがあり、異なる複製戦略を持っている。ノーベル賞を受賞した生物学者デビッド・ボルティモアは、ボルティモア分類システムと呼ばれるシステムを考案し、独自の複製戦略に基づいて異なるウイルスを分類した。このシステムに基づく7つの異なる複製戦略がある (ボルティモアクラスI、II、III、IV、V、VI、VII)。次に、７つのクラスのウイルスを簡単かつ一般的に示す。

### クラス1：2本鎖DNAウイルス
このタイプのウイルスは通常、複製する前に宿主の核に侵入しなければならない。これらのウイルスの中には、ゲノムを複製するために宿主細胞のポリメラーゼを必要とするものもあれば、アデノウイルスまたはヘルペスウイルスのように、それ自身の複製因子を符号化するものもある。ただし、どちらの場合でも、ウイルスゲノムの複製は、DNA複製を許容する細胞状態  (したがって細胞周期) に大きく依存する。ウイルスは、細胞を強制的に細胞分裂させるように誘導でき、それが細胞の形質転換、そして最終的には癌(がん)につながる可能性がある。この分類に含まれるファミリーの例は、アデノウイルス科がある。
クラス1のウイルスファミリーの中で、核内で複製しない、よく研究されている例が1つだけある。これは、脊椎動物に感染する高病原性ウイルスからなるポックスウイルス科である。

### クラス2：1本鎖DNAウイルス
このカテゴリーに分類されるウイルスには、十分に研究されていないが、脊椎動物に非常に関連しているウイルスが含まれる。2つの例として、サーコウイルス科とパルボウイルス科がある。それらは核内で複製し、複製中に2本鎖DNA中間体を形成する。この分類には、トルクテノウイルス(TTV)と呼ばれるヒトアネロウイルスが含まれており、ほぼすべてのヒトに見られ、ほぼすべての主要臓器で無症状に感染する。

### クラス3：2本鎖RNAウイルス
2本鎖RNAウイルスは、RNAゲノムを持つほとんどのウイルスと同様に、DNAゲノムを持つウイルスのように複製を宿主ポリメラーゼに依存しない。2本鎖RNAウイルスは、他のクラスほどよく研究されていない。このクラスには、レオウイルス科とビルナウイルス科の2つの主要なファミリーが含まれている。複製はモノシストロン性であり、個々の分割されたゲノムが含まれる。つまり、より複雑な翻訳を示す他のウイルスとは異なり、各遺伝子は1つのタンパク質のみを符号化する。

### クラス4および5：1本鎖RNAウイルス

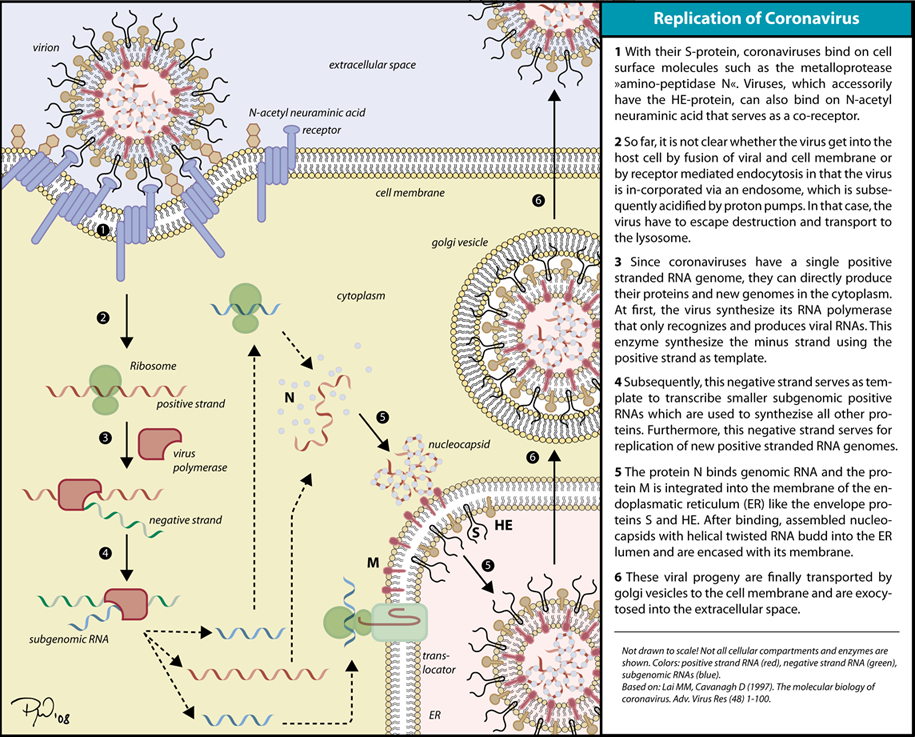
コロナウイルス (クラス4) の複製サイクル

これらのウイルスには2つのタイプがあるが、どちらも複製は主に細胞質内で行われ、複製はDNAウイルスほど細胞周期に依存しないという点で共通している。このクラスのウイルスは、2本鎖DNAウイルスと並んで、最も研究されているウイルスの一つでもある。

#### クラス4：1本鎖RNAウイルス（mRNAとして作用）- ポジティブセンス
ポジティブセンスRNAウイルス、そして実際にポジティブセンスとして定義されているすべての遺伝子は、宿主リボソームから直接アクセスして、すぐにタンパク質を形成することができる。これらは2つのグループに分けることができ、どちらも細胞質内で複製する。
- ゲノムRNAがmRNAを形成し、ポリタンパク質（英語版）産物に翻訳され、その後切断されて成熟タンパク質を形成する、ポリシストロン性（英語版）mRNAを持つウイルス。これは、遺伝子が同じRNA鎖からタンパク質を生成するいくつかの方法を利用して、そのゲノムのサイズを縮小できることを意味する。
- サブゲノムmRNA（英語版）、リボソームフレームシフト（英語版）およびポリタンパク質のタンパク質分解処理を使用できる複雑な転写を伴うウイルス。これらはすべて、同じRNA鎖からタンパク質を生成するための異なる機構である。

このクラスの例には、コロナウイルス科、フラビウイルス科、およびピコルナウイルス科が含まれる。

#### クラス5：1本鎖RNAウイルス - ネガティブセンス
ネガティブセンスRNAウイルス、および実際にネガティブセンスとして定義されたすべての遺伝子は、宿主リボソームが直接アクセスしてタンパク質を即座に形成することができない。その代わりに、それらはウイルスポリメラーゼによって「読み撮り可能な」相補的ポジティブセンスに転写されなければならない。これらは、次の2つのグループに分けることもできる。
- 複製の最初のステップは、ウイルスRNA依存性RNAポリメラーゼによるネガティブ鎖ゲノムからの転写であり、さまざまなウイルスタンパク質を符号化するモノシストロン性mRNAを生成する、非セグメント化ゲノムを含むウイルス。その後、ネガティブ鎖ゲノムを生成するためのテンプレート(鋳型)となるポジティブセンスゲノムコピーが生成される。複製は細胞質内で行われる。
- 細胞質内で複製が行われ、ウイルスRNA依存性RNAポリメラーゼが各ゲノムセグメントからモノシストロン性mRNAを生成する、分割されたゲノムを持つウイルス。

このクラスの例としては、オルトミクソウイルス科、パラミクソウイルス科、ブニヤウイルス科、フィロウイルス科、およびラブドウイルス科 (狂犬病を含む) が含まれる。

### クラス6：DNA中間体を介して複製するポジティブセンス1本鎖RNAウイルス
このクラスのウイルスのよく研究されたファミリーには、レトロウイルスが含まれる。明確な特徴の一つは、逆転写酵素を使用してポジティブセンスRNAをDNAに変換することである。タンパク質のテンプレートにRNAを使用する代わりに、DNAを使用してテンプレートを作成し、インテグラーゼを使用して宿主ゲノムにスプライス(接合)される。その後、宿主細胞のポリメラーゼの助けを借りて複製を開始できる。

### クラス7：1本鎖RNA中間体を介して複製する2本鎖DNAウイルス
B型肝炎ウイルスに代表されるこの小さなウイルス群は、2本鎖のギャップを持つゲノムを持ち、その後、充填されてウイルスmRNAとサブゲノムRNA生成のテンプレートとして機能する共有結合閉環状DNA (cccDNA) を形成する。プレゲノムRNAは、ウイルス逆転写酵素およびDNAゲノムの生成のテンプレートとして機能する。